# Московский дом книги
«Московский дом книги» (Акционерное общество "Объединенный центр «Московский дом книги») — единственная государственная книготорговая сеть в России. Центральным магазином сети является «Московский Дом Книги на Новом Арбате» — крупнейший книжный магазин розничной торговли в России.

## История

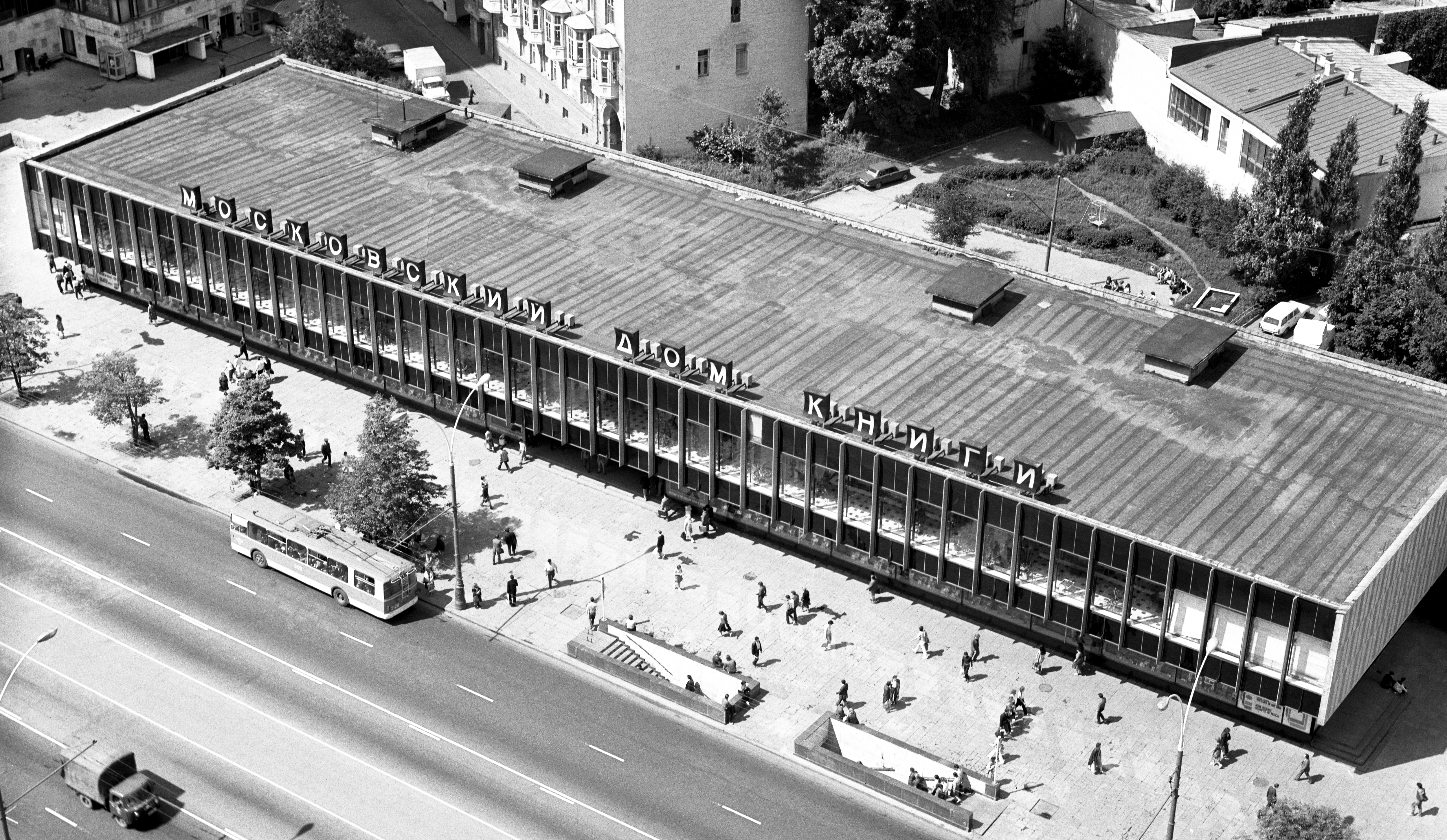
1985 год

Открытие «Московского дома книги» на проспекте Калинина в Москве (ныне — улица Новый Арбат) состоялось 25 сентября 1967 года. Он сразу же стал крупнейшим книжным магазином в СССР и одним из крупнейших в Европе.
В 1998 году был создан "Объединённый Центр «Московский дом книги», куда вошёл «Московский дом книги на Новом Арбате». В состав единой сети книгораспространения также вошли книжные магазины, расположенные во всех административных округах столицы — от центра города до «спальных» районов.
Здание «Московского дома книги» — неотъемлемая часть новаторского архитектурного ансамбля проспекта Калинина, главного реконструктивного проекта в столице СССР эпохи оттепели. В 1966 году парижский центр архитектурных исследований присудил авторскому коллективу (архитекторы М. В. Посохин и А. А. Мндоянц) «Гран-при» за обновление архитектурных форм и успехи в разработке перспективных планов градостроительства.
За полувековую историю «Московского дома книги» его гостями становились российские и зарубежные писатели, деятели культуры, артисты эстрады, кино и театра, спортсмены. Среди них певец Майкл Джексон[значимость факта?], поэт Евгений Евтушенко, хоккеист, заслуженный мастер спорта СССР Вячеслав Фетисов[значимость факта?].
Первым директором «Московского дома книги» стала Тамара Владимировна Вишнякова, член президиума Всесоюзного общества книголюбов. С 1979 по 1983 год она в эфире телепередачи «Что? Где? Когда?» представляла книги «МДК» — призы для команды знатоков и телезрителей.
С 1998 по 2022 год пост генерального директора ГУП "Объединённый Центр «Московский дом книги» занимала Надежда Ивановна Михайлова — президент Ассоциации книгораспространителей независимых государств[значимость факта?], член Правления Российского Книжного Союза, заслуженный работник культуры Российской Федерации.
В январе 2017 года на здании «Московского дома книги» был установлен медиафасад, что значительно преобразовало архитектурный облик строения.
С 2022 года по сентябрь 2024 года пост генерального директора ГУП "Объединенный центр «Московский дом книги» занимал Крюков Кирилл Юрьевич[значимость факта?].
В 2022 году магазин занял первое место в номинации «Лучшее оформление сетевого магазина» в конкурсе по оформлению ко Дню Победы фасадов предприятий торговли, услуг и общественного питания. Участие в голосовании на портале «Активный гражданин» приняли более 130 000 москвичей, победителей объявил в своем блоге мэр Москвы Сергей Собянин[значимость факта?].
В 2023 году «Московский дом книги» занял второе место в номинации «Лучшее оформление сетевого магазина» в конкурсе по оформлению ко Дню Победы фасадов предприятий торговли, услуг и общественного питания. В голосовании на платформе «Активный гражданин» приняло участие более 136 000 человек, за «Московский дом книги» отдали голоса более 41 000 человек.[значимость факта?]
В 2024 году «Московский дом книги» занял первое место в номинации «Лучшее оформление сетевого магазина» в городском конкурсе на лучшее праздничное оформление витрин к Новому году среди предприятий торговли, услуг и общественного питания. В этой номинации в голосовании приняло участие более 155 000 человек, а за «Московский дом книги» отдали голоса более 56 000 человек[значимость факта?].
30.08.2024 года ГУП "Объединенный центр «Московский дом книги» был реорганизован в Акционерное общество "Объединенный центр «Московский дом книги».
С 01 октября 2024 года пост генерального директора Акционерного общества "Объединенный центр «Московский дом книги» занимает Солукова Анна Александровна[значимость факта?].

## Деятельность
На начало 2025 года сеть «Московский дом книги» включает 17 розничных магазинов с универсальным ассортиментом книг и сопутствующих товаров, а также интернет-магазин. В сеть входят самые известные магазины столицы, продолжающие традиции книжной торговли на протяжении многих десятилетий: «Дом Книги в Камергерском» (известный как «Дом педагогической книги»), «Дом технической книги», «Дом иностранной книги», «Дом книги на Фрунзенской» (известный как «Дом медицинской книги») и Московский дом книг на Новом Арбате. В разные годы эти магазины и их персонал неоднократно становились победителями и призёрами престижных профессиональных конкурсов в номинациях «Лучший книжный», «Лучший управляющий», «Лучший продавец»[значимость факта?].
«Московский дом книги»— это 300 тысяч наименований книг, в том числе букинистических и антикварных, канцелярских и офисных товаров, медиапродукции, сувениров, предметов нумизматики и филателии.
«Московский дом книги» активно работает как социокультурный центр, занимаясь популяризацией книг и чтения. В центральном магазине на Новом Арбате работает «Литературное кафе», где ежемесячно проходит около 30 мероприятий литературной и образовательной направленности — встречи с писателями, тематические лекции и чтения, музыкальные и театральные вечера, квесты, творческие занятия и представления для детей. При поддержке Правительства Москвы «Московский дом книги» регулярно проводит детские фестивали «Вместе с книгой мы растём!» и «Снова в школу!».
Ежегодно более 7 миллионов читателей посещают универсальные и специализированные магазины «Московского дома книги». Суммарный объём продаж объединения насчитывает более 25 миллионов книг в год[когда?]

.
«Московский дом книги» является членом Российского книжного союза и входит в Ассоциацию книгораспрстранителей (АСКР).

### Цензура
В апреле 2015 года в «Московском доме книги» графический роман о Холокосте «Маус» был снят с продажи из-за того, что «такая серьезная тема была представлена в виде комикса». В магазине ранее называли в качестве причины наличие свастики на обложке книги. Данные действия связывали с принятием в России федеральных законов «Об увековечении Победы советского народа в Великой Отечественной войне 1941—1945 годов» и «О противодействии экстремистской деятельности». Автор романа Арт Шпигельман назвал такое решение позорным, так как эта книга о памяти, и добавил, что считает происходящее «предвестием чего-то опасного».
21 октября 2022 года стало известно, что Московский дом книги запретил у себя ставить на видное место книги авторов и писателей, не поддерживающих политику Путина и объявленных «иностранными агентами», таких как: Борис Акунин, Наталья Баранова, Дмитрий Быков, Виктор Вахштайн, Дмитрий Глуховский, Михаил Зыгарь, Владимир Кара-Мурза, Андрей Макаревич, Александр Невзоров, Леонид Парфенов, Сергей Пархоменко, Алексей Поляринов, Евгений Понасенков, Людмила Улицкая, Екатерина Шульман.